# Thaiodus
Thaiodus (лат.) — род хрящевых рыб из семейства гибодонтид отряда гибодонтообразных из раннего мела Азии.

## Палеобиология

### Среда обитания
Thaiodus обитал в пресноводных водоёмах, в том числе и в дельтах рек. Его ареал ограничен Азией.
По-видимому, появление трех различных палеобиогеографических провинций (Европа, Азия и Африка–Южная Америка) вокруг Тетиса в раннем меловом периоде привело к самому высокому разнообразию на родовом уровне в истории гибодонтов